# 纳帕克阿克 (阿拉斯加州)
纳帕克阿克（英語：Napakiak），是美国阿拉斯加州的一座城市。该市的人口在2000年为353人，2010年有354人。人口在阿拉斯加州排行第78。